# دوسالانه معماری ونیز
دوسالانه معماری ونیز (ایتالیایی: Mostra di Architettura di Venezia) بخش معماری دوسالانه ونیز است که در سال ۱۹۸۰ تأسیس شد. اگرچه معماری از سال ۱۹۶۸ بخشی از دوسالانه بوده‌است.
علاوه بر پرداختن به وجه دانشگاهی معماری، دوسالانه فرصتی را برای معماران و طراحان فراهم می‌کند تا پروژه‌های جدیدی را که در غرفه‌های مختلف، هر کدام با مضامین مختلف ترتیب داده شده‌اند، به نمایش بگذارند. دوسالانهٔ معماری در حال حاضر در باغ‌های دوسالانه برگزار می‌شود.

## نمایشگاه‌ها

### ۲۰۱۶
پانزدهمین نمایشگاه بین‌المللی معماری با عنوان «گزارش از خط مقدم» از ۲۸ مه تا ۲۷ نوامبر ۲۰۱۶ به مدیریت الخاندرو آراونا برگزار شد.
برندگان:
- شیر طلایی برای یک عمر دستاورد: Paulo Mendes da Rocha.[۲]
- شیر طلایی برای بهترین غرفهٔ ملی: اسپانیا با ناتمام، به نمایشگاه‌گردانی Iñaqui Carnicero and Carlos Quintans.[۳]